# 塔塔薩巴亞火山

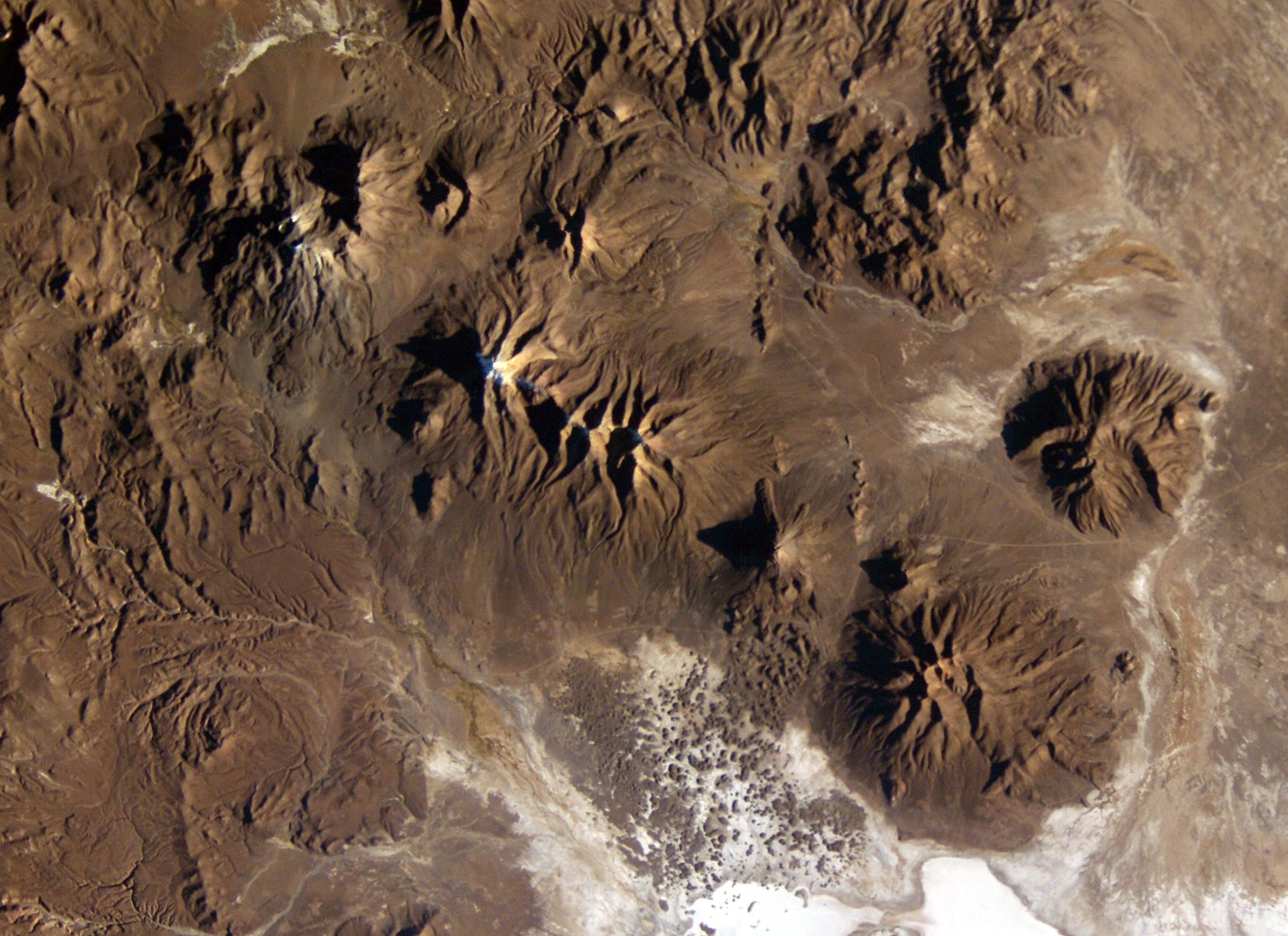

塔塔薩巴亞火山是玻利維亞的火山，位於該國西部，由奧魯羅省負責管轄，屬於安第斯山脈的一部分，海拔高度5,430米，山體由安山岩組成。